# 無観客試合

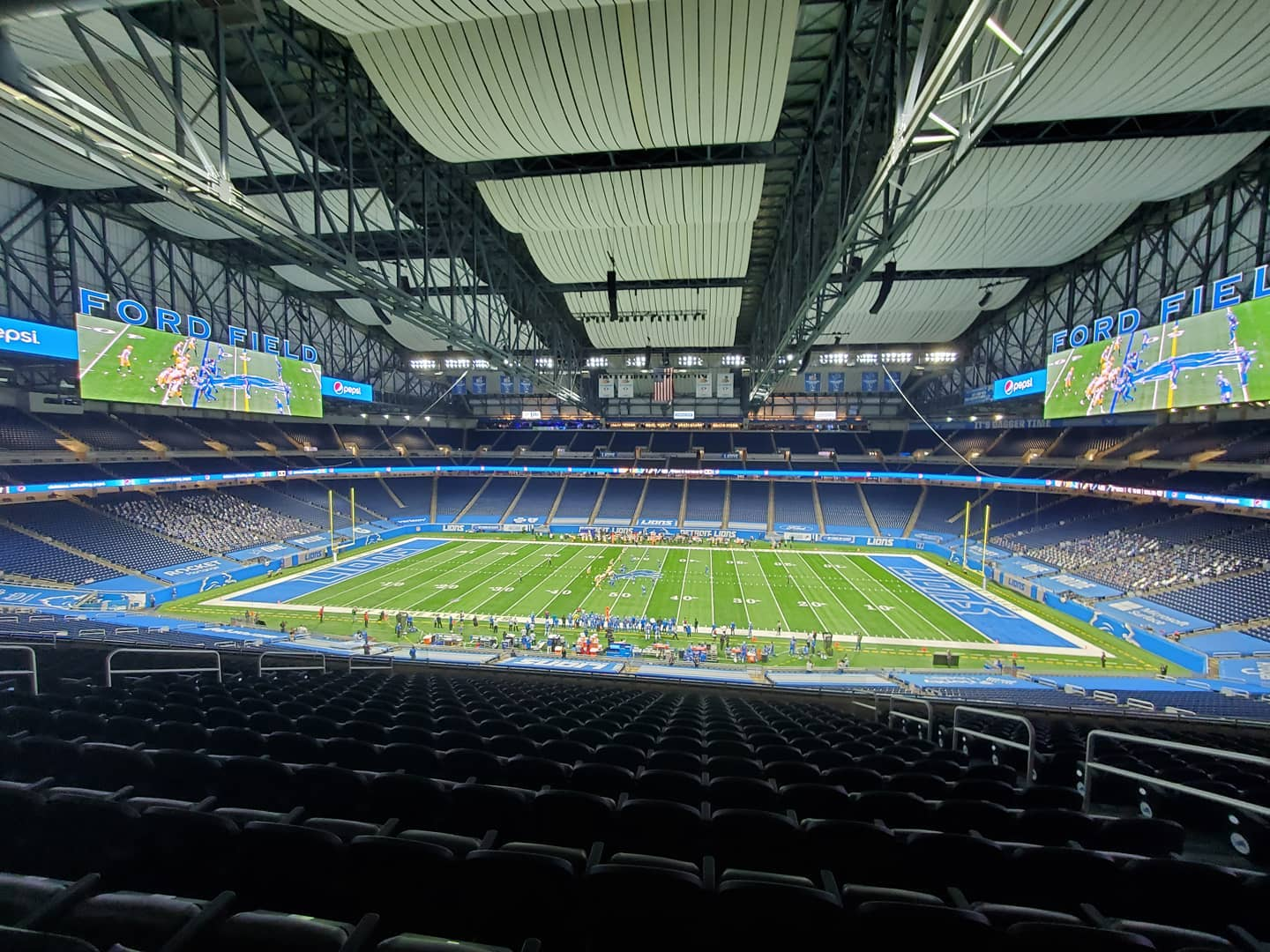
COVID-19パンデミックの中、米国デトロイトのフォード・フィールドには、NFL（アメリカンフットボール）の試合を観戦する段ボールのファンしかいない（2020年）

無観客試合（むかんきゃくじあい）とは、スポーツの試合において、競技連盟や運営者などが観客を入れずに試合を行う措置である。

## 概要
無観客試合の原因で一番多いケースが、観客のトラブルなどを原因とする規制措置や制裁であり、多くのスポーツにおいて、試合主催者となるチームや観客に対しての罰則として規定されている。試合主催者にとっては、試合の入場料を得ることができなくなり、観客にとっては試合を現地で見ることができない。直接にはプレーする選手が負わされる罰則ではないものの、特に自チームの不祥事などに起因したものである場合、観客がいない故に全く歓声が無いため、いざ試合に入ってもモチベーションを上げられないという選手も中には存在する。ただし規制されるのは観客の場内への入場のみで、場外における観客の応援が規制されない場合もある。後述の2006FIFAワールドカップアジア地区予選、日本 - 北朝鮮戦において無観客試合が適用された際、日本代表のサポーターがスタジアムの外で選手に対して声援を送る光景が見られた。
罰則以外にもテロ・暴動・感染症が起こりうる場合に、選手・関係者のほか不特定多数が集まる観客の安全や健康面への配慮、会場所在地の地域の保安面や防疫などの観点から適用する場合もある。また試合会場の立地・設備や開催時間、災害または、天候不良による開催地の変更などといった要因で観客の来場が困難な場合や観客用の設備が無い施設での試合となった場合、あえて無観客で試合を実施することがある。その他、観客の安全・健康面及び来場・観戦には問題がなくても、試合会場の感覚チェックや民衆から試合開催の是非を問われかねない状況にあるなどの理由で、試合を非公開とすることもある。無観客試合となった原因がテロや暴動の場合、試合会場も選手・監督・コーチ等以外には非公表とする場合もある。
近年では、後述のプロレスや競輪の例のように、会場に観客を入れなくてもテレビ中継等のみで興行・開催が成り立つという理由から、開催経費の圧縮や（無観客であれば場内警備や入退場管理・場内清掃等の費用が原則不要となる）、深夜時間帯の開催（観客の終電や周辺住民に対する騒音に配慮する必要がなくなる）などを目的として、無観客試合を行う例も見られる。
新型コロナウイルス感染症（COVID-19）の影響における無観客試合の実施事例については後節を参照。

### リモートマッチ
2020年6月15日、日本トップリーグ連携機構は、無観客試合に代わる名称を「リモートマッチ」に決定した。なお、競技によって試合の呼び名が違うため「リモートゲーム」と呼ぶこともあるとしている。略称は「リモマ」、リモートで応援するファン（サポーター）を「リモーター」と呼ぶ。
従来の「無観客試合」の呼称は、不祥事などの制裁という後ろ向きなイメージとも結びつくため、川淵三郎会長が「コロナに打ち勝つような名前を考えてもらいたい」と変更を発案したもの。同日発表されたJリーグの再開日程の公表で「リモートマッチ」の語が初めて使用された。
名称に関しては公募が行われたが、川淵が募集時に海外でも適切な用語がないなどとして「できれば英語で。世界にも広がるようにしたい」と発言していたにもかかわらず、和製英語が用いられることとなった（直訳すれば「遠隔試合」となるが、当然試合そのものは現地で行われるため意味が通らない）。最終候補に残った案も「Stay Home Game」「リモートステージ」「Social Distance Games (SDGs) 」「キズナマッチ (絆マッチ) 」「無限観客試合 (∞観客試合) 」など、いずれも英語圏で通用するとは言い難いものであった。
また前述のように、制裁によるものと区別するための呼称変更を目的としていたが、実際には採用当初からJリーグ等の主催団体およびクラブによる公式の発信においても「リモートマッチ（無観客試合）」と併記されており、事実上この造語が定着することはなかった。
なお名称公募の理由として「従来の無観客試合は懲罰の意味合いが強い」「感染対策による無観客試合を表す適切な用語がない」ことが挙げられていたが、日本国外においては制裁によるものとコロナ禍における感染対策として行われるものとで特に呼称が区別されることはなく、一例として当の英語圏であるイングランド・プレミアリーグではコロナ禍においても制裁時と同様に英語で「密室」「非公開」を意味する「Behind Closed Doors (BCD) 」が用いられている。このように「リモートマッチ (Remote Match) 」の名称が海外で用いられることはなく、Tリーグを除く日本トップリーグ連携機構に加盟していない団体でも使用していないため、事実上は日本国内の一部競技限定の呼称となっている。

## 主な事例
後節の「新型コロナウイルス感染症の影響」を除く主な事例を以下に列記する。

### サッカー
- 1980年10月の欧州カップウィナーズカップでカスティージャvsウェストハム戦の第1戦で暴動が起きたため、アップトン・パークでの第2戦を無観客で行った[8]。
- 1998年のワールドカップ・フランス大会前のスイス国内での親善試合で、日本はユーゴスラビア、メキシコと無観客試合を行った。テレビ中継は行われている。
- UEFAチャンピオンズリーグ 2004-05の準々決勝第2戦（2005年4月）、ミラノ・スタディオ・ジュゼッペ・メアッツァで開かれたインテルナツィオナーレ・ミラノ（インテル）vsACミランの試合（ミラノダービー）で、インテルのサポーターが試合中に発炎筒を炊き、その内の一つがACミランのGKジーダに直撃した。更にそれを止めようとしなかったため、この試合は没収試合扱い（0-3でACミランの勝ち）となった。
  - この件で、インテルに対して欧州サッカー連盟（UEFA）は罰金30万スイス・フランとUEFA主催の欧州クラブ国際試合（UEFAチャンピオンズリーグ、UEFAカップを含む）のホームゲームについて、向こう3年間（2006年-2007年シーズンまで）の間で条件付き4試合の無観客試合とする制裁を決めた。この期間中に再び同様のトラブルがあった場合は更に2試合の制裁追加（合計6試合）となった。
- 2005年6月8日に平壌で開かれる予定であった FIFAワールドカップ・ドイツ大会のアジア最終予選・朝鮮民主主義人民共和国（北朝鮮）vs日本の試合が第3国開催・無観客試合となった。これは、3月30日に北朝鮮のホーム（金日成競技場）で行った同大会のイラン戦で、北朝鮮の観客が主審の判定に対してスタンドの椅子や物を投げ込むなどのフーリガン行為が発生したためである[9][10]。
  - これを重く見た国際サッカー連盟（FIFA）は北朝鮮に対して罰金2万スイス・フラン（約200万円）と、北朝鮮国内での開催権を没収して第3国（中立国）での無観客試合とする制裁を決めた。この後、FIFAは北朝鮮からの異議申し立てがなく無観客試合を行う場合の会場を、タイの首都バンコクにあるスパチャラサイ国立競技場で開くことを決定した。日本はこの試合を2-0で勝利し、W杯出場を（開催国のドイツ以外では）世界で一番早く決めた[10]。
- 2007年2月2日にシチリアで行われたセリエAのカターニャvsパレルモ戦で起きた暴動事件を受けて、第23節以降のうち、安全基準を満たしていないスタジアムでの試合を無観客で行うことになった。
- UEFA EURO 2008予選（2007年6月2日）、デンマークのコペンハーゲンで行われたデンマークvsスウェーデンの試合で、3-3となっていた後半89分、デンマーク代表の選手がスウェーデン代表の選手に暴行を働き、主審から即座にレッドカードを掲示されて退場処分となった。これに激怒したデンマークのサポーターがピッチに乱入し、主審を襲撃した。審判への暴行を原因にこの試合は打ち切られ、没収試合扱い（0-3でスウェーデンの勝利）となった。
  - この件で、デンマークに対して欧州サッカー連盟（UEFA）は10万スイス・フラン（約1,000万円）の罰金と、残りのデンマーク主催試合をコペンハーゲンから250キロ以上離れた場所での開催の上、9月12日のリヒテンシュタイン戦を無観客試合とする制裁を決めた。また、暴行を働いたデンマークの選手に関しては3試合の出場停止処分が下された。
- 2009年には新型インフルエンザ発生の影響により、大量の感染者が発表されたメキシコではメキシコリーグ及びメキシコの試合を「無観客試合」としている。
- 2010年日本フットボールリーグでホンダロックサッカー部の宮崎県で予定されたホームゲームの一部が口蹄疫被害拡大を予防する観点から無観客試合・会場非公表となった[11][12]。2011年にフェニックス・シーガイア・リゾート・イベントスクエアで開催したことをJFLのウェブサイトで明らかにしている[13]。

- 2010年10月12日、イタリアのジェノヴァのルイジ・フェッラーリスで開催された欧州選手権予選C組のイタリア対セルビアの試合でセルビアのサポーターの妨害行為によって試合開始後6分で試合が中止され、没収試合扱い（0-3でイタリアの勝利）となった。
  - この件で、FIFAはセルビアに対して、1試合の本拠地無観客試合処分と罰金12万ユーロ（約1,300万円）を科す裁定を下した。一方のイタリアには罰金10万ユーロ（約1,100万円）を科すとした。さらに、セルビアのファンに対して今後の欧州選手権予選における敵地での試合のチケット購入自粛を命じた[14]。また双方とも、今後2年間に同様の事態が発生した場合は、無観客試合処分を1試合増やすとした。
- 2012年9月23日、中国スーパーリーグの遼寧宏運対杭州緑城は、尖閣諸島の領有権問題に端を発した反日デモの影響から、当初予定から1日延期して開催地も北京市の香河国家訓練基地に移して無観客試合で行われた[15]。当時杭州緑城は日本人監督である岡田武史が指揮を執っていた。
- 2014年3月8日、埼玉スタジアムで行われたJ1リーグの浦和レッズ対サガン鳥栖戦において、サポーターによって「JAPANESE ONLY」という人種差別の横断幕が掲示し続けた問題（浦和レッズ差別横断幕事件）を巡り、サッカー界全体が人種差別に対する厳しい姿勢を示している事や事態の重大性、過去にも浦和が同様の問題を起こし累犯となっていることからJリーグ裁定委員会は、同年3月23日に浦和のホームゲームで開催される対清水エスパルス戦を「無観客試合とする裁定」処分を下した。同年1月の規約改正により無観客試合の制度がJリーグに導入されたが[16]、それが発動された初の事例となった[17][18]。
- 2017年2月4日、ブンデスリーガのドルトムント対ライプツィヒ戦で、ライプツィヒの幹部らを侮辱する垂れ幕が、ドルトムントサポーターにより大量に掲げられた。これによりドイツ連盟は、18日ドルトムントホームでのヴォルフスブルク戦でスタンド全体の無観客試合と罰金10万ユーロ（約1,200万円）を科しており、クラブ側が受け入れを発表した[19]。
- 2017年10月1日、カンプ・ノウで行われたリーガ・エスパニョーラのFCバルセロナ対UDラス・パルマス戦はカタルーニャ州の独立投票の影響により、バルセロナ側からスペインプロリーグ機構に試合の延期を求めたが受け入れられなかったため、無観客試合として決行された[20]。
- 2018年11月11日、コパ・リベルタドーレス決勝1stレグボカ・ジュニアーズ対リーベル・プレート（通称スーペルクラシコ）において、リーベルのサポーターがボカのチームバスを襲撃し、負傷する選手も出るなどの異例の事態が起きた。これによりCONMEBOLは、リーベルに対する処分を発表。決勝2ndレグをホームで戦えないことに加えて、同連盟主催の大会での今後2試合のホームゲームは無観客試合となった。また、40万ドル（約4,540万円）の罰金処分も科された[21]。
- 2019年10月15日、2022 FIFAワールドカップ・アジア2次予選グループHの北朝鮮対韓国戦（平壌・金日成競技場）が無観客で行われた。韓国国内で生中継はなく、観客も取材陣もシャットアウトされた。国際サッカー連盟会長のジャンニ・インファンティーノをはじめ、両国のサッカー協会の関係者が試合を見守ったとみられ、アジアサッカー連盟のマッチレポートには観客が100人と記録された。なお結果は0-0の引き分けとなった[22][23]。サッカー関係者以外では、ヨアキム・ベルイストロム駐朝スウェーデン大使が観戦した[24]。
- 2019年11月14日、2022 FIFAワールドカップ・アジア2次予選グループHのレバノン対韓国戦（ベイルート、カミール・シャムーン・スポーツ・シティ・スタジアム）では、レバノンの政情不安を理由にアジアサッカー連盟が試合開始4時間前に無観客試合とする決定を行い、そのまま試合を開催した。なお結果は0-0の引き分けとなった[25]。

### ラグビー
- 2010-11シーズンのハイネケンカップではプールステージのエディンバラvsカストルが大雪のため1日延期、マレーフィールド・スタジアムで無観客の中行われた[26]。

### ハンドボール
- 1972年11月のハンドボール第13回男子ヨーロッパカップ（現EHFチャンピオンズリーグ）1回戦のハポエルラ・マトガン（イスラエル）vsデュリンゲン（ルクセンブルク）戦は、ルクセンブルク政府の判断により非公開試合（無観客）として開催されたという[27]。
- 第6回世界女子ハンドボール選手権アジア地区女子最終予選の日本vsイスラエル戦は、本来ならばホーム・アンド・アウェー方式で、日本とイスラエルの両国で交互に開催するべき処、過激派テロの防止対策により1975年2月28日及び3月2日に日本国内の某所に於いて無観客試合として2試合が開催された（結果は日本の2連勝で、日本女子代表が世界選手権出場を決めた）[28][29]。
- 2005年4月の東アジアクラブ選手権は無観客で行われた。当時中国では大規模な反日デモが起こっており、中国側が安全面を配慮し、既に売られていた1500枚のチケットをすべて回収した。日本対中国のクラブの試合のみに限らずすべてのカードで適用された。

### 野球
- 日本野球機構（NPB）管轄のプロ野球公式戦では新型コロナウイルス感染症の影響によるものを除けば（懲罰によるものでは）現状該当がないが、公式戦開幕前であるオープン戦期間中の春先に実施される練習試合で、無観客にて行われることが稀にある。
  - 2008年3月に、阪神甲子園球場で行われた阪神タイガースの練習試合が無観客試合となった。これは、2007年秋から実施されていた甲子園の改修工事（第1期）の一環によるもので、当初は工事期間中はオープン戦を行わないことを決めていたが、ファウルゾーンがフィールドシートの設置で狭くなるため新しい甲子園のグラウンド感覚を確かめることを目的として、読売ジャイアンツ・中日ドラゴンズの2チームとの試合が非公開で行われた[30]。また翌2009年3月にも工事第2期（外野席・アルプススタンドの改修など）完了後に同じ組み合わせで無観客試合が行われている。
  - 2011年は東日本大震災の影響で、当初の3月25日のプロ野球シーズン開幕が4月12日にずれ込んだため、各地で無観客の練習試合が行われた。特に発生直後の3月12日・13日は、予定されていたオープン戦としての試合の公開を中止し、無観客試合で実施された[注釈 1]。
  - 2014年3月18日に神宮球場で行われた東京ヤクルトスワローズ対阪神タイガースの練習試合は、同球場で耐震補強工事が行われているため非公開での実施となった[31]。
  - 2018年3月21日、神宮球場で開催予定の東京ヤクルトスワローズ対読売ジャイアンツのオープン戦が雨天中止となり、中止の場合は東京ドームでの練習を予定していた巨人がヤクルトに東京ドームでの練習試合を持ちかけ、ヤクルト側も応じたため、場所を東京ドームに移して両チームによる無観客での練習試合が急遽行われた[32]。なお、この試合は当日実施予定だったオープン戦と同じく巨人がビジターで先攻、ヤクルトがホームで後攻という形で実施されている。
- 2010年の第92回全国高校野球選手権宮崎大会が、口蹄疫感染拡大防止のため、出場選手の保護者と部員以外は非公開で行われたが、準決勝以後は口蹄疫感染が終息傾向となったことから一般市民の来場も認められた。
- 2013年2月18日の宮崎サンマリンスタジアムにおける野球日本代表対埼玉西武ライオンズの練習試合が無観客で行われた。
- 社会人野球においては、都市対抗野球大会や社会人野球日本選手権大会の開催前に、会場となる東京ドームや京セラドーム大阪において出場チーム同士による非公開での練習試合を実施することがある。
- 2015年4月29日にオリオール・パーク・アット・カムデン・ヤーズで行われたオリオールズ対ホワイトソックス戦が、ボルチモア市内で黒人住民の暴徒化に伴う非常事態宣言が出されたため、メジャーリーグ（MLB）公式戦では初とされる無観客試合で行われた[33][34]。

### テニス
- 2009年3月6日から8日までスウェーデンで行われたデビスカップ2009ワールドグループ1回戦のスウェーデンvsイスラエルの試合はパレスチナ自治区ガザを攻撃したイスラエルに対する抗議行動に伴い、安全上の理由から無観客試合となった。
- 2020年3月にはデビスカップファイナルズ予選日本vsエクアドル（ブルボンビーンズドーム）は前述の新型肺炎感染防止のため無観客試合を行った。
- 2021年全豪オープンでは、会場であるメルボルンが所属するオーストラリア・ビクトリア州が新型コロナウイルス感染拡大防止対策として2021年2月13日～17日までの5日間ロックダウン措置を執ることになったため、この期間を無観客試合として開催する[35]。

### バレーボール
- 2012年1月7日並びに1月8日のVリーグ・チャレンジリーグ2011-2012シーズンの女子公式戦3試合は、当初の日程ではひたちなか市総合運動公園総合体育館で開催される予定であったが東日本大震災による施設の損壊により使用できなくなり、日立オートモティブシステムズ体育館での代替開催に変更となった。この日立オートモティブシステムズ体育館は企業の厚生施設のため観客席は設置されておらず、リーグ当局の決定により無観客試合（一般だけでなく、応援団の立ち入りも禁止。）で大会を開催した[36]。

### 相撲
- 1945年（昭和20年）6月場所は、両国国技館（1909年開館の旧国技館）で非公開で行われた[37]（本来5月開催のところ空襲による会場難や閑院宮逝去による自粛などで延期。国技館も空襲で屋根が焼け落ちており晴天七日間の興行であった。）。非公開となった理由はアメリカ軍の空襲が激烈な時期であり、東京都内で多人数を集めての興行を行うと危険であったこと、東京大空襲の直後とあって「この非常時に相撲の本場所とは」という批判を恐れたことなどがある。 備州山大八郎が7戦全勝で平幕優勝した（ただし傷痍軍人が招待されていた）[37]。
- 幕下以下に関して、1944年5月（両国国技館）・11月（明治神宮外苑相撲場）、1945年6月（春日野部屋）の各場所は、十両以上と切り離して非公開で行われていた。

### プロレス
- アメリカ合衆国ではテレビ放映用の試合の収録を、観客を入れた興行を収録するのでなくテレビ局のスタジオにリングを設置して観客無しで試合だけを収録する場合があったという（高森朝雄原作「ジャイアント台風」より）。
- アメリカでは "Empty Arena Match" と呼ばれ、古くは1981年のCWAでのジェリー・ローラー対テリー・ファンク、近年では2009年のTNAでのスティング対カート・アングルの試合などが知られる[38]。
- 日本のプロレスではノーピープルマッチと呼ばれる。ノーピープルマッチの有名な例といえば、1987年10月4日に新日本プロレスでアントニオ猪木がマサ斎藤と行った巌流島での「時間無制限ノールール観客なし」の対決である。坂口征二・山本小鉄らの立会人と取材陣のみが見守る中、2時間5分という死闘が展開された。これは、別に猪木と斎藤の間に観客を入れての試合ができない事件があったわけではなく、「巌流島で観客無し時間無制限ノールールの果たし合いみたいなのをやったら面白いんじゃないか」という猪木・新日本の企画によるものである。もっとも、観客がいないがゆえに「『島で待ち受けた側が負ける』という武蔵VS小次郎のジンクスにこだわった両雄がなかなか来島せず試合開始時間が遅れに遅れる」というハプニングもあったという。
- 1956年10月に行われた『ウェイト別日本選手権』の1回戦について、東京・日本橋浪花町（現在の中央区日本橋富沢町）にあった「レスリング・センター」で、報道陣と各団体関係者のみ立ち合いによる無観客試合となった。無観客になった理由として、当時主導していた力道山が「無名の日本人選手の試合を金を取って見せるほどの価値はない」と判断したとも、また「選手たちの希望により”ガチンコ”（シュート・マッチ）で行われることになり、一般の観客に見せる事が出来ない」という説もあり、特に「ジュニア・ヘビー級」の大同山又道（東亜プロレスリング協会）対田中米太郎（日本プロレス協会）戦では、わずか35秒で大同山が田中を逆腕固めで秒殺する試合が出るなど、後者の「ガチンコ」説を裏付けている結果も見られる[39]。
- 直近のノーピープルマッチとしては、2017年6月1日にDDTプロレスリングが行った「路上プロレスin東京ドーム」における高木三四郎VS鈴木みのるが行われている。この試合はグラウンドはもちろん、ベンチ裏、さらにスタンドまでドームのありとあらゆるスペースを利用して決行したためノーピープルになった。
- ネオプラスが2010年より開始した「19時女子プロレス」は無観客で試合を行っている（試合はUstream・ニコニコ生放送を利用して配信）。

### 公営競技

#### 競馬
- フランスではストライキなどにより開催ができずに競馬の代替開催をする場合は、予定にない開催のために観客を入れずにレースを行う場合がある。
- 中央競馬では前身の「日本競馬会」（日本中央競馬会（JRA）の設立は1954年）時代の1944年に戦局の悪化を理由に「能力検定競走」として東京優駿（日本ダービー）、中山四歳牝馬特別（現在の桜花賞）、帝室御賞典（現在の天皇賞・春）、農商省賞典四歳（現在の皐月賞）、京都農林省賞典四歳呼馬（現在の菊花賞）の5競走が無観客で施行されたことがある。しかし菊花賞では京都競馬場の芝3000メートルのコースを内回り2周すべきところを各騎手が誤認し、内回りを1周した後に外回りコースに入ってしまったためレース不成立となり、1位入線のカイソウは「幻の菊花賞馬」と言われた[40][41]。
- 後述の新型コロナウイルス蔓延以外では、2021年7月に開催される予定の第1回[注釈 2]福島競馬場の開催が、同年2月13日深夜に発生した福島県沖地震により、観覧スタンドの損壊が著しいことから、復旧工事に時間を要することを理由に[42]、船橋競馬場では大規模改修工事による観客受け入れ困難のため、それぞれ無観客開催となった。
- なお福島競馬場は2022年3月16日にも福島県沖地震が発生し、復旧工事が広範囲にわたるという理由で、2022年度第1回開催を当初の4月9日から1週順延して4月16日から5月1日（これに付随して第1回新潟競馬場も4月30日開幕を1週順延し5月7日から5月29日に変更）としたうえで、無観客開催とすることが発表された[43]。

#### 競輪
- 2011年より開始した『ミッドナイト競輪』は、夜8時台〜11時台という開催時間の関係で、周辺住民への配慮から無観客で実施されている。レースの模様はSPEEDチャンネルや動画配信サイトで中継され、車券は原則として電話投票・インターネット投票でのみ（一部の場外車券売場では例外で前売り発売を実施）販売される。
  - ドーム競輪場である小倉競輪場にて試験的に開催したところ好評だったことを受けて、継続的に開催されることとなった。無観客のため経費が圧縮できるうえ車券の売り上げも好調であることから（詳細は当該項目を参照）開催する競輪場は増えており、2025年7月時点では全国で43ある競輪場のうち33場で開催されている。開催していない残りの10場においてもその多くが設備が整っている別の競輪場を借り上げたうえでミッドナイト競輪を開催しており、それらも加えると全43場のうち40の競輪場がミッドナイト競輪を開催している。
- モーニング競輪は、原則として有観客で行われているが、朝早い開催では競輪場が開門（基本的に朝10時）する前の午前8:30ごろから第1レースが行われており、その開場前のレースのみ無観客で行われている[44]。

#### オートレース
- 競輪と同じくJKAが統括するオートレースでも、2015年11月16日より飯塚オートレース場で『ミッドナイトオート』を試験的に開催した。8車立て6R制で、無観客開催であり、発走時刻と投票については競輪と同様に深夜11時台までとした[45]。こちらも好評だったことを受け、2016年5月17日より飯塚オートレース場にて「ミッドナイトオートレース」を正式に開始した。初年度の2016年度は全日程トータル27日間の開催予定を発表した[46]。

#### 競艇（ボートレース）
- 競艇（ボートレース）では、オートレース同様にエンジン（競艇では「モーター」と呼ぶ）から発生する騒音の問題からミッドナイト開催が遅れていたが、2021年10月20日からの下関競艇場での開催を皮切りに『ミッドナイトボートレース』を開催している。競輪、オートレースと同様に無観客で行われているが、レースの開催は夕方5時台〜夜9時台としており、競輪、オートレースよりも最終レースの発走時刻は早めの設定となっている。

### ゴルフ
- 2012年（平成24年）9月30日に開催されたコカ・コーラ東海クラシック（愛知県みよし市・三好CC西コース）の最終日は、台風17号の接近に伴い「観客の安全が確保できない」として日本ゴルフツアー機構（JGTO）の設立以来初めてとなる無観客で行われた[47]。また同週開催の日本女子オープン（神奈川県横浜市保土ケ谷区・横浜CC）でも11・12番ホールについてギャラリーの入場を禁止する措置をとった[48]。
- 2016年（平成28年）10月9日に開催された本間ツアーワールド杯の最終日は、14アンダーで並んだ池田勇太と宋永漢（英語版）（ソン・ヨンハン、韓国）とのプレーオフに持ち込まれ、4ホールを終了したところで日没時間を迎えたためサスペンデッドとして翌10日にプレーオフの続行試合が行われることになった[49]。しかし、その日は開催ゴルフ場である石岡ゴルフ倶楽部（茨城県小美玉市）が通常営業をしていたため関係者や報道陣には公開されたが、一般のギャラリーは入場できない無観客での実施となった[50]。
- 2019年10月12日と13日のスタンレーレディスゴルフトーナメント（静岡県裾野市・東名カントリークラブ）は、令和元年東日本台風（台風19号）の影響により12日は終日、13日は午前中のみ無観客で行うと一度発表されたが、その後12日は競技そのものを中止、13日は終日無観客で[51]、さらにインの9ホールに短縮して施行された[52]。
- 2019年10月26日の日本ゴルフツアー機構及びPGAツアー共同主管試合『ZOZO CHAMPIONSHIP』は、前日25日の大雨の影響によりアコーディア・ゴルフ習志野カントリークラブ（千葉県印西市）のコースの多数の箇所が水没。観客の安全を考慮して終日無観客試合の上、開催日程も1日順延された[53]。
- 2025年7月17日から20日まで開催の第1回明治安田レディスゴルフトーナメントでは、会場となった仙台クラシックゴルフ倶楽部（宮城県富谷市）においてクマの出没が確認されたため、16日のプロアマ大会ならびに初日である17日の競技が中止となった。さらに、万全を期すため大会は18日から20日までの3日間54ホール競技に変更のうえ、無観客で実施した[54][55]。
  - その他、本戦出場権を懸けたマンデートーナメントやツアー出場権を懸けた予選会、また日本女子プロゴルフ協会公認試合の『JLPGA新人戦 加賀電子カップ』[56] や一部のステップ・アップ・ツアーは無観客で実施される。

### カーリング
- 2015年2月15日に、北海道の北見市で行われた『日本カーリング選手権大会』の最終日は、荒天で帰宅困難になるのを防ぐため無観客試合で行われた[57]。

## 新型コロナウイルス感染症の影響

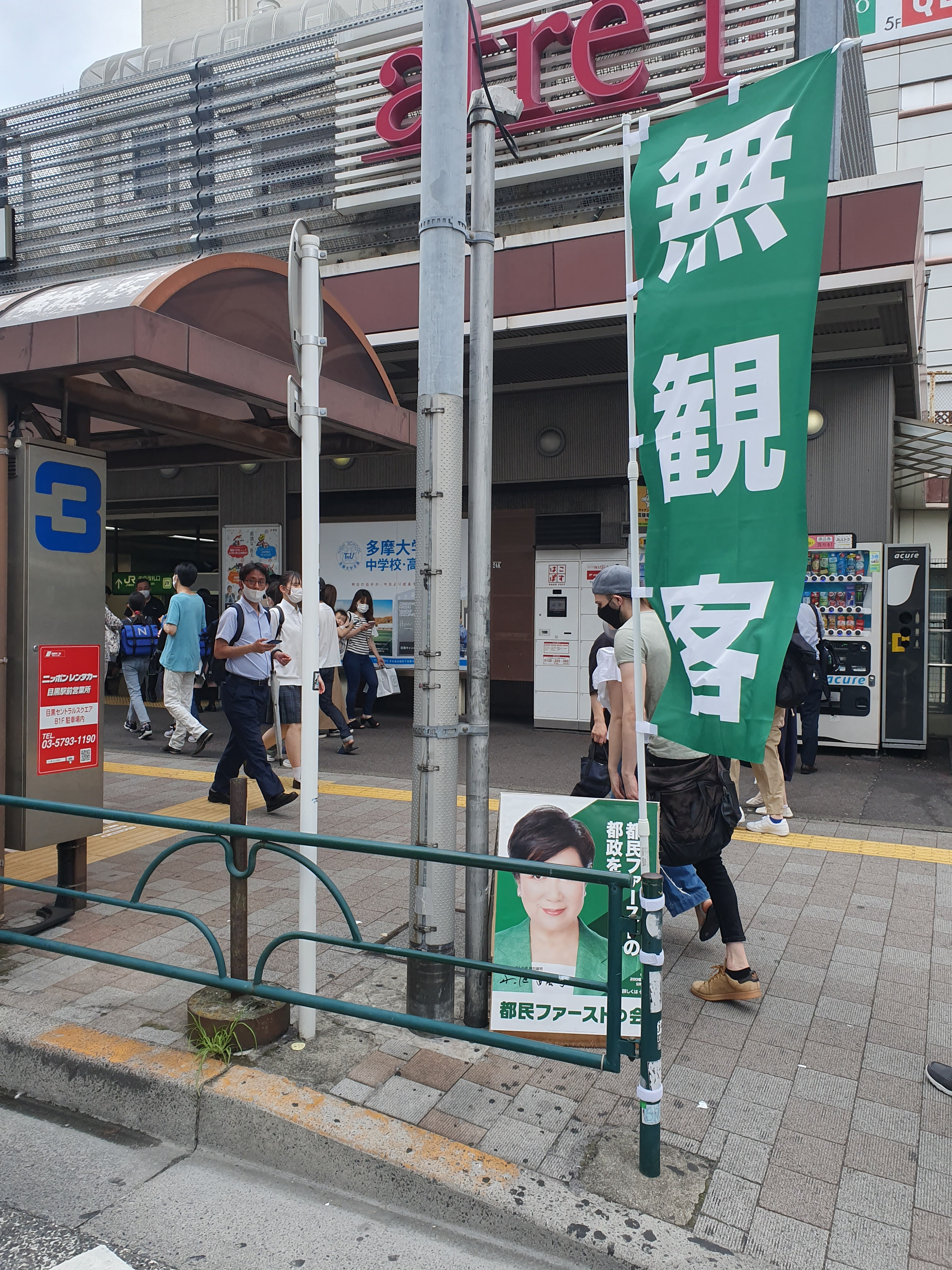
「無観客」五輪が政治のテーマに（2021年6月）

2019年末から継続する新型コロナウイルス感染症（COVID-19）の世界的大流行においてもさまざまな影響が出ている。

### 総合格闘技
- ONE Championshipは2020年2月から6月の大会をシンガポールで無観客開催[58]。
- 2020年に開催されたUFC Fight Night 170ブラジル大会も同様[59]。

### サッカー
- UEFAチャンピオンズリーグ 2019-20、UEFAヨーロッパリーグ 2019-20決勝トーナメント1回戦の一部試合が無観客。特にパリ・サンジェルマンvsドルトムントのセカンドレグではスタジアム外に3000人のサポーターが集結した[60]。
- Jリーグは、2020年6月15日に再開後の2020Jリーグの日程発表をした[3]。J1第2節・第3節、J2第2節・第3節、J3第1節、第2節については「リモートマッチ（無観客試合）」での開催とされた。以後、7月10日から同月一杯は原則として上限5000人（キャパシティーが少ない競技場は、5000人、または収容人員の50%までのどちらかの小さいほうの上限を選ぶ）、アウェー応援席の設置を行わないことを原則とする「超厳戒体制（強化された規制）」、8月以降予定にはキャパシティの50%までを上限とする「厳戒体制（緩和された規制）」での有観客試合へ移行する計画も明らかにした[61]。またJFLについても、開幕節の第16−17節全試合を含む各クラブ最初の主管試合開催日は、無観客試合とする取り決めが発表された[62] が、その後コロナ蔓延によりJリーグ・JFLとも超厳戒試合を継続した。（一部試合は無観客開催あり）
- 2021年も多くのクラブで超厳戒体制での試合としたが、4-5月の緊急事態宣言発動後、対象の4都府県を本拠地とする各クラブ主催の試合がすべて無観客（JFLは一部延期）があった。その後5月の緊急事態宣言の延長時は、日本国政府が大規模イベントの有観客開催を「5000人まで（または上限50%の少ないほう）」であれば開催可能とする規制緩和策を受けて、大阪府以外の5都府県については「超厳戒体制」に緩和したが、大阪府に関しては同府から引き続き原則として大規模なイベントの開催を自粛・ないしは無観客で開催するように勧告されているため、当該クラブの主催試合は5月中は無観客開催を維持した。
  - この場合、無観客試合（年間シート（年間パスも含む）を含めすべて払い戻し）以外では、クラブや試合日によるが、発令日前に発券されたチケットが有効となる場合、あるいは年間シート（パス）が無効となり、年間シート（パス）購入者限定の優待割引チケットの発売などを行うなど、対応が区々である。
- 2021年3月30日、2022 FIFAワールドカップ・アジア2次予選グループFのモンゴル 対 日本戦はフクダ電子アリーナにて無観客で開催された。当初は2020年3月31日にMFFフットボールセンターで開催される予定であったが、新型コロナウイルス感染拡大防止のため予選自体が延期となり、再開後もモンゴル国内では厳しい感染防止策のため試合開催ができず、モンゴル連盟の意見を聞いた上で会場変更・無観客開催となった。

### 野球
- 日本プロ野球では2020年の春季非公式試合（オープン戦）2月29日以降に開催予定の全72試合が無観客試合で行なわれることになった。また春季教育リーグも全33試合を無観客試合にて開催されることになった[63]。その後、3月20日の開幕予定日以後、暫定的に公式戦とはせず、公式戦の日程に準じた形での無観客練習試合として行うことを決めたが、3月23日に公式戦開幕がさらに延期されたことを受けて、パ・リーグは即日、セ・リーグは3月25日を最後に当面無観客練習試合の開催も中止した。その後6月19日にプロ野球が無観客で開幕し、そのタイミングで6月に入ってから練習試合を無観客で再開した。こちらもJリーグに倣い、7月10日から超厳戒体制、8月以後は厳戒体制の有観客試合へ移行する予定[64] だったが、これも超厳戒体制を維持し、10月以後は一部の試合で上限を緩和する試合があった。
- 2021年の春季キャンプ開催時は、当初は事前の申し込み制、ないしはチケット購入制などを取り入れた入場制限付き有観客開催（見学可能な場所もメイン球場のスタンドなど極限定的な形で行う）を取る予定だった球団もあったが、日本政府が首都圏・愛知県・三重県・京阪神・福岡県の11都府県に緊急事態宣言を発動したのと、開催地の宮崎・沖縄両県にもそれぞれ独自の緊急事態宣言を出したことを受けて、双方の緊急事態宣言が解除されるまでは原則無観客（チケット購入制だった球団は払い戻し、記念グッズ贈呈もなし）、報道陣も入場制限するように勧告が行われ、結果最終日まで無観客開催が続いた。
- 2021年4-5月の緊急事態宣言時は、対象都府県に本拠地を置く巨人・ヤクルト・オリックス・阪神が主催する地元開催分と、東京ドームにおいての日本ハム主催試合については原則無観客とするが、4月25日のセ・リーグ3会場については、事前の告知期間が短いため混乱をきたす恐れがあるとして、入場人員上限数の制限、アルコール飲料の提供見合わせなどの条件付きで有観客開催が認められたほか、巨人軍主催の5月2日の中日戦、同8日のヤクルト戦（いずれも東京ドーム）は開催を見合わせ、前者は7月8日の延期が決定した（後者は日程未定）。その後ヤクルト主催の4月29日の巨人軍戦、5月3日の阪神戦、11日の広島戦（いずれも明治神宮野球場）、オリックス主催の4月29日の楽天戦（京セラドーム大阪）についても開催中止・延期（うち、ヤクルト対広島戦のみ予備日に指定されていた13日に順延することを決めるも、雨天中止となり、これも含めすべて代替日未定）となった。
  - この緊急事態宣言下の開催とは別に、日本ハムの選手からコロナ陽性反応者が多数発生し、一軍公式戦の登録に必要な人員が不足することから、5月2日の西武戦（札幌ドーム）、5月3-5日のビジターでのロッテ戦（ZOZOマリンスタジアム）の4試合、また広島の選手からも同様のコロナ陽性者の発生により、5月21-23日の阪神戦（MAZDA Zoom-Zoom スタジアム広島）がすべて中止・延期（すべて代替日未定）された（「降雪を除く天候不順以外で中止・打ち切りになった日本プロ野球の試合」を参照）。
  - 緊急事態宣言の延長により、5月12日以後は原則上限人員5000人までの制限付き有観客（オリックスのほっともっとフィールド神戸での主催試合を含む）に戻すが、オリックスの京セラドーム大阪での主催開催については、上述の大阪府の原則無観客開催の継続を要請したという理由から5月中の無観客開催を維持した。ただ、無観客試合によって生じる興行的なリスクを避ける観点から、ほっともっとフィールド神戸など京阪神周辺地域での開催に移行することも示唆されている。またソフトバンクの福岡PayPayドームでの主催試合についても、当初は原則上限5000人までの入場としていたが、5月18日以後の5月残りの開催分（二・三軍含む）をすべて無観客（年間シートも含め全無効）となった。
    - ただし、この場合、阪神主催試合（甲子園）については車いす席を含む一般販売は行わず、チケットは年間シート購入者・ないしはそれをチケットリセール[注釈 3] やプレゼントなどで受け取った人に限定したものとする。それ以外も原則チケットの新規販売を見合わせるか、発売時期・スタンドの座席上限を調整したうえで販売するが、5月11日以前に購入されたチケットに関しては（年間シート購入者を含め）そのまま有効となることから、5000人を上回る事例もある。
- イースタン・リーグでは、ロッテ浦和球場開催分について当面の間全試合を無観客試合にすることにした[65]。ロッテ浦和球場は菓子工場の敷地内にあり、厳しい感染症防止対策が困難なための措置である。
- また多くの大学野球リーグがコロナの感染拡大により2020年の春季リーグを中止・延期しており、8月開催を表明していた関西学生野球連盟についても、同連盟に参加している京都大学の学生（野球部員ではない）からコロナ反応があり、部活動が全面停止になったことや、他の参加校も練習などの制限・条件が設けられていることなどを総合的に判断し、春季大会を完全中止することになった[66]。
- アメリカの大リーグは開幕が2020年7月下旬に延期されたため、リーグ戦の試合数を60試合に縮小、インターリーグを含め同一ブロック内のリーグ戦のみを基本無観客で行うことになった[67]。その後のポストシーズンは中立地での制限付き有観客で行われた[68]。
- 台湾のCPBLは4月12日に無観客で開幕した[69]。また、韓国のKBOは5月5日に無観客試合で開幕した[70]。

### プロレス
日本では、2020年3月8日のスターダムの無観客試合の実施以降、各大手団体が無観客試合を実施。特にWRESTLE-1は最終大会が無観客試合となった。なお、最大手団体の新日本プロレスは休止期間を経て6月15日に無観客試合を初開催した。その後も、2021年春に発せられた緊急事態宣言に伴い、後楽園ホールで行われる予定だった試合が無観客開催となる例があった。
アメリカでは、2020年3月12日にWWEは同日以降の大会をフロリダ州オーランドの自社施設であるWWEパフォーマンスセンターにて無観客で行うと発表。旗艦イベントであるレッスルマニアも同地にて4月に無観客で行った（当初はタンパのスタジアムで開催予定だった）。その後8月からは、フロリダ州内の会場を貸し切ってサンダードームと題した会場にて2021年7月までほぼすべての大会で無観客試合を行った。また、設立したばかりであったAEWはフロリダ州ジャクソンビルのデイリーズ・プレイスにて無観客試合を行った。
メキシコでは、CMLLが長期間の休止を経て8月7日に無観客試合を行った。

### 高校スポーツ
2020-21年度の高校スポーツにおいては、対応は以下の通り。
- 保護者、学校関係者のみ見学可能　バスケットボール、サッカー（準々決勝まで）
- 完全無観客（保護者入場不可。学校関係者も控え部員など最低限の人数に制限）　駅伝（たけびしスタジアム京都）、バレーボール、ラグビー、サッカー（準決勝以降）
高校サッカーは、開会式を簡略化し、入場行進は事前収録したもの、選手宣誓もオンラインに変更された。
- 条件付き有観客　野球（選抜高校野球選手権大会）
アルプス席は学校関係者・保護者のみに販売（その際でも楽器類はチアガールのポンポン以外使用禁止）。その他（外野席も有料）については、1試合1万人を上限として一般販売を行った。

2021ｰ22年度においては、夏の甲子園が一般客の入場を認めず、保護者、野球部員、応援団（途中から応援団の入場は不可となる）に限定する形をとったほか、全国高等学校総合体育大会（北陸5県）も、学校関係者・一部を除く競技者の保護者を除き無観客で行われた。2022年1月開催の春の高校バレー（東京体育館ほか）についても、学校関係者・競技者の保護者を除き、一般の入場不可となった。

### 公営競技
- 競馬では香港ジョッキークラブが2020年2月8日から当面の間、一部の関係者を除き、一般客の入場を一切受け付けない無観客競馬として実施することを発表した[92]。また英国競馬統括機構も3月16日から同月末まで無観客競馬が予定していた[93] が、後に中止となっている。
- アメリカでは、ケンタッキーダービーが2020年5月から9月に順延され、その際、メイン会場となるチャーチルタウンズ競馬場は内馬場を閉鎖、入場者を最大23000人までに制限するなどの処置を施した条件付き有観客[94] とすることが一度決まっていたが、その後感染拡大の影響を考慮しさらに制限を強化、一般の観客の入場を原則として禁止する無観客開催に変更された[95]。代わりに歴代三冠馬13頭でバーチャルケンタッキーダービーを行い、セクレタリアトが優勝した。
- 日本でもこれ以上の被害を防止するため2020年2月から3月にかけ、日本中央競馬会（JRA）を始め、地方競馬全場でいずれも無観客で実施。勝馬投票券はインターネット・電話投票での発売に限定され、各競馬場や場外勝馬投票券発売所での発売は行わない[96][97][98][99][100]。その後場外発売は6月14日から、観客の入場は帯広競馬場が7月11日の開催から順次再開した。また中央競馬は2020年8月9日までは全会場とも無観客開催を続け、同15日から新潟競馬場に限り、新潟県在住で指定席を前売り購入したファンの中から、各日最大600人を上限とした有観客開催を復活する予定を一度発表していた[101] が、その後のコロナの感染拡大傾向が顕著であるという理由で、8月8日に、この第3回新潟開催においても観客の受け入れを見合わせ無観客を継続することが発表された[102]。その後中央競馬では10月10日からインターネット抽選予約で購入した人に限定する形で順次入場が再開されたが、2021年1-3月と4-5月の緊急事態宣言発令時は対象となる都府県の競馬場・ウィンズなどが閉鎖され、競馬場では無観客開催、ウィンズなどでは払い戻し業務のみ実施（4-5月の場合は払い戻しも実施せず　関東地区は2021年4-5月の緊急事態宣言時は東京都のみ発令中だったが、周辺県で蔓延防止処置重点地域の対象地域があることを踏まえ、埼玉・茨城・千葉・神奈川の場外発売所も対象とした）となった。その後、上記の緊急事態宣言発動下でも上限制限付きの有観客が認められたため、5月15日以後は従来のネット前売り利用者限定の形で、東京競馬場の入場は認められたが、ウィンズ（競馬場のパークウィンズも含む）などについては引き続き発売・払い戻しを見合わせていた。
- 地方競馬においては、船橋競馬場の所属騎手から、新型コロナウィルスの陽性が判明したため、2020年8月24日[103] の、一般観客（上限200人）を入れたプレ・オープンを含めたレース開催自体を中止、その後26日までレース開催（無観客）も見合わせた[104] が、8月27日から再開。開催見合わせとなった8月24-26日分は8月31-9月2日（スパーキングサマーカップも8月26日から9月2日順延）に代替開催されることになった。またこれに付随して、8月31日-9月4日に予定していた船橋競馬（無観客）についても厩舎周りの密対策を整えるなど、感染防止対策を講じて、9月以後の開催に万全を期すということを理由に開催見合わせを発表した[105]
  - その後、2020年秋ごろから段階を追って、事前にインターネットの申し込みサイトでの入場予約を申し込んだファン（応募多数時は抽選）を対象とした上限付きの有観客開催に復帰したが、2021年1月以降、当面南関東4競馬場の無観客開催が再開され、この間すでに募集済みだった1月開催分の申し込み分はすべて無効となった。その後船橋競馬以外は観客の受け入れが再開されたものの、上述した通り大規模改修工事と重なり観客の受け入れが困難であるため、無観客開催を継続している。
- 2020年4月から大井と川崎に関しては事前申し込みによる抽選予約方式での入場を認めることを決めたが、緊急事態宣言発動を受けて、再び無観客に戻り、4月の大井第2回の申し込みはすべて無効となった。
- また園田競馬場についても、2021年5月3-5日、門別競馬場は4・5月の開幕第1・2回の全開催日と、5月の第3回以後のうち特に観客動員が多く見込まれるとされる重賞競走（2021年5月は北海道スプリントカップが対象）については、事前申し込み制（対象日以外は会場内の滞留人数による制限はあるが、自由入場）による有観客開催としていたが、緊急事態宣言により無観客開催となり、同様に申し込み当選はがきは無効となった。
- 競輪・オートレースを管轄するJKAは2020年2月27日の開催より6月11日（当初は3月11日までとしていた[106]）まで、全国の競輪場・オートレース場において、ミッドナイトレース以外の開催も含めて全て無観客で実施した。また併せて、他のレース場、専用場外車券売り場による場外発売も休止した[107][108][注釈 4]。その後場外発売は6月1日から、観客の入場は競輪場が武雄競輪場が6月12日の開催から・オートレース場は伊勢崎オートレース場が6月29日の開催から順次再開した。但し、多数の来場（=感染拡大）が予想される競輪のGI開催[注釈 5] とオートレースのSG開催[注釈 6] は引き続き無観客開催の措置を取った。2021年も2月の全日本選抜競輪（川崎競輪場と5月の日本選手権競輪（京王閣競輪場）、8月のオールスター競輪（いわき平競輪場）、9月の共同通信社杯競輪（岐阜競輪場）についても、当初は有観客開催を前提に事前申し込み定員制（応募期間はそれぞれ2020年11-12月、2021年3月、6月、8月。共同通信社杯は開場周辺の中京3県居住者限定）による当選者を対象とした入場券を配布したものの、緊急事態宣言発令の影響により無観客（当日の入場は無効だが、後日有観客開催に戻った際に粗品贈呈に代える）に変更したほか、奈良GIIIなどGI以外でも一部の開催で無観客に変更した競輪場もあった。
- 競艇（ボートレース）でも2020年2月28日の開催より5月21日（当初は3月15日までとしていた[109]）、全競艇場全て無観客で実施した[110]。また併せて、他の競艇場、または専用場外舟券売り場による場外発売も休止した。まずは、全国に先駆けて大村競艇場で5月22日の開催から観客の入場を再開したが、長崎県内在住かつ入場時の検温で体温が37度未満であることを条件とした[111][112]。その後も各競艇場及び外向・場外発売所で無観客開催の解除を順次進めている[113]。その後、7月28日からGII競走も有観客開催に戻る事になった。また、多数の来場（=感染拡大）が予想されるG1やSGについては、7月までは無観客開催とし、8月のボートレースメモリアル（下関競艇場）以降の開催は、開催競艇場が立地する都道府県及び隣接都道府県の在住者を対象とした事前抽選による入場制限が取られている。
- レースに出走を予定していた選手（騎手）から新型コロナウィルスの陽性が出たため、競輪では2020年4-6月（静岡競輪場での日本選手権競輪含む）[114] の多くの開催で、競艇では8月3-8日の宮島競艇場[115]、さらに住之江競艇場も8月11-16日[116] の開催が取りやめとなった。

### その他
- 陸上競技では東京マラソン2020と名古屋ウィメンズマラソン（いずれも2020年開催）をエリートのみで実施[117]。日本陸上競技連盟などは沿道での観戦自粛を呼び掛けた。
- 大相撲では、 2020年3月の春場所（大阪府立体育会館）が無観客で開催され[37] 5月場所は中止、7月場所は会場を名古屋（愛知県体育館）から東京（国技館）へ移した上で無観客開催とする予定[118] だったが、のちに「上限2500人まで」として有観客場所として開催[119] することを決めた。
  - その後、2020年九州場所・2021年春場所も当初予定の福岡国際センター・大阪府立体育会館での開催した場合のコロナ感染リスクを避けるという点を考慮し、予定していた左記2か所での移動開催を取り止め、国技館で上限付き（後者は5000人まで）の有観客開催としたが、本来の国技館で開催する2021年5月の夏場所も、緊急事態宣言発生を受けて当初3日間は無観客開催、以後は上限付き有観客だった。これにより6場所連続、丸1年間も国技館開催となる異常事態となり、地方の相撲ファンが甚大な被害や影響を受けることとなった。
- eスポーツでは2020年開催のインテル・エクストリーム・マスターズ（スポデク）、LJL、モンスト プロツアー 2019-2020 ツアーファイナル[120] も同様の措置をとった。
- PGAツアーでは2020年のザ・プレーヤーズ選手権2日目からバレロ・テキサス・オープンまで無観客で行うと発表した[121] が、一転して中止が決定[122]。その後7月のメモリアル・トーナメントで1日当たり8000人上限の制限・条件付きで有観客試合を行うことが決定していたが[123]、コロナの感染拡大の影響が肥大化していることを受けて、大会直前になってそれが撤回され、ギャラリーの入場が再び全面禁止の無観客開催に変更された[124]。
- 女子ゴルフでは第33回ダイキンオーキッドレディスゴルフトーナメント（2020年）は観客等の安全に配慮して、大会4日間全てで無観客試合として開催することを決定していた[125] が、後に中止が決定している[126]。
- 札幌市カーリング場（どうぎんカーリングスタジアム）で2020年に開催された『第13回日本ミックスダブルスカーリング選手権大会』も全試合無観客試合として施行された[127]。
- またデンマーク放送協会が主催するユーロビジョン・ソング・コンテスト2020予選ダンスク・メロディー・グランプリ（デンマーク語版）決勝（ロイヤル・アリーナ）も政府の集会禁止令より無観客で行った[128][129][130]。
- バレーボールでは2020年に開催されたV.LEAGUEの男子ファイナルステージグランドファイナル（高崎）は前述の感染防止のため無観客試合を行った。
- F1バーレーングランプリ（2020年）も無観客の予定[131] が、一転して延期が決定。
- NASCARではアトランタで2020年開催のFolds of Honor QuikTrip 500などのレースを無観客の予定[132] が、一転して延期が決定[132]。その後5月のダーリントン500マイルで再開し、無観客で実施されている。
- 全米大学体育協会（NCAA）は2020年3月にマーク・エマート会長名義で、NCAA男子バスケットボールトーナメント及び女子バスケットボールトーナメントを選手の家族のみ入場をすると発表した[133] が、後に同選手権を含むすべての大会が中止が決定[134]。
- クリケットでは2020年のパキスタン・スーパーリーグでカラチでの一部試合を無観客とした他、外国人選手の出場を認めなかった[135][136]。
- アメフトでもXFLが2020年3月に一部試合で無観客の予定が一転、ワシントン州知事ジェイ・インスレーが250人以上の集会の禁止を発表[137][138]。その直後、リーグは打ち切りを発表した[139]。